# Hungry, Hungry Homer
«Hungry, Hungry Homer» (рус. Голодный, голодный Гомер) — пятнадцатый эпизод двенадцатого сезона мультсериала «Симпсоны». Впервые вышел в эфир 4 марта 2001 года.

## Сюжет
Симпсоны посещают новый парк развлечений «БлокоЛенд», полностью сделанный из кубиков конструктора. Там Лиза покупает себе игрушечную модель Эйфелевой Башни, но в ней не хватает одного блока. Хотя Гомер слабо верит в то, что можно выпросить недостающую деталь, однако ему это удаётся. Воодушевлённый своим поступком и реакцией детей на него, Гомер решает начать делать добрые дела.
Для начала он помогает Барту уговорить его одноклассницу Шэрри пойти с ним на школьные танцы, затем он помогает Мардж получить скидку на дорогой крем для волос в салоне красоты. Эти поступки улучшают его отношения с семьёй. Довольный Гомер рассказывает о своих геройствах своим друзьям в баре Мо. Позже к ним присоединяется Ленни, пришедший с бейсбольного матча. Он недоволен тем, что «Спрингфилдские Изотопы» постоянно проигрывают с тех пор, как их купила «Корпорация Дафф». Ленни хочет сдать сезонный билет на матчи, но ему не хотят возвращать деньги за них. Добродетель Гомер решает с этим разобраться.
Гомер приходит к хозяину «Изотопов», Говарду Даффу-Восьмому. Тот быстро даёт знать Гомеру, что не собирается возвращать деньги за билеты. Когда Гомер пытается найти выход, обнаруживает комнату с кучей символики «Изотопы Альбукерке». Гомер понимает, что любимая спрингфилдская команда собирается переехать в другой город. Помощник Говарда, Даффмэн, вкалывает Гомеру снотворное, чтобы заставить того забыть об этом.
Однако Гомер не забывает и на следующий день приводит на стадион толпу журналистов. Но в каморке, где накануне Гомер увидел то, чего не должен был увидеть, сейчас пусто. За это журналисты называют Гомера лжецом и теперь никто не верит ему. Не желая мириться с ужасными планами Говарда Даффа по продаже бейсбольной команды, Гомер объявляет голодовку.
Симпсон-старший привязывает себя цепями к столбу возле стадиона и сидит там, выжидая, пока «Дафф» не расскажет всем о переезде «Изотопов» и все поймут, что Гомер был прав. Много препятствий предстаёт у Симпсона на пути: над ним смеется Милхаус вместе со своим отцом, ему в рот падает мороженое из рук учительницы Эдны Крабаппл, которая целовалась со своим возлюбленным Скиннером и забыла о сладости, к тому же его донимает страшный голод.
Вскоре ему удаётся привлечь к себе кучу людей. Говард с Даффмэном решают использовать Гомера как рекламный трюк для увеличения посетителей бейсбольных матчей: ночью они притягивают столб с привязанным Симпсоном к центру стадиона и там объявляют его своим новым талисманом по имени «Голодный-Голодный Гомер». Гомер проводит в заключении двенадцать дней, он исхудал и зарос. Хозяин «Изотопов» не даёт Мардж спасти мужа и вскоре заменяет его на более «свежего» талисмана Пьяницу Пита. Решив «проявить благородство», «Дафф» предлагает Гомеру съесть новый хот-дог «Изотопов» и покончить с голодовкой. Гомеру очень хочется съесть хот-дог, но присмотревшись к нему, он замечает, что в нем полно приправ, выращиваемых на Юго-Западе. Зрители понимают, что Гомер не врал и «Изотопы» действительно собираются переехать в Альбукерке (на Юго-Запад). Говард приказывает Даффмэну убрать Гомера со сцены, но Гомер убеждает пивного талисмана убрать Даффа, что тот с удовольствием и выполняет.
Восторженная публика поздравляет Гомера с успешным окончанием голодовки и откармливает его своими хот-догами и Гомер быстро приходит в себя. Гомеру удалось невозможное — он не только доказал всем, что он не только не врал, но и победил большую корпорацию, что мало кому удаётся.
Тем временем, прознав о событиях в Спрингфилде, мэр Альбукерке отказывается покупать спрингфилдских «Изотопов», но теперь он решает переключить своё внимание на футбольную команду «Далласские Ковбои», ведь «он же Мэр Альбукерке!»

## Культурные отсылки
Фрагмент, в котором Даффмэн не может решить, чью сторону принять, а потом выкидывает Говарда Даффа за пределы сцены — отсылка к «Звёздные войны. Эпизод VI: Возвращение джедая»: Дарт Вэйдер поднимает над головой и бросает Императора, тем самым спасая Люка.